# Idioma celta galaico

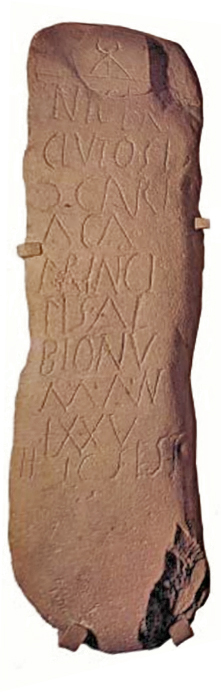
Estela de Nícer (Asturias).

El idioma galaico (o más correctamente callaico) fue una lengua indoeuropea celta, extinta desde la antigüedad y que se habló en Hispania antes y durante la romanización de la península. Fue la lengua étnica de los callaeci o galaicos durante la primera mitad del I milenio a. C. y su dominio lingüístico era el ocupado por ese pueblo, aunque otros autores como Bª Mª Prosper establecen diferencias lingüísticas entre los bracarenses del sur a los que vincula con el idioma no céltico de los lusitanos y los lucenses del norte, que hablarían una lengua celta-P occidental cercana a la de astures trasmontanos y cántabros. Ya Gorrochategui advertía que: en Gallaecia non todo é celta, senón que os datos, aínda que escasos e difíciles de valorar, apuntan a unha riqueza lingüística maior e a unha situación máis complexa.

## Aspectos históricos, sociales y culturales

### Distintividad
Tanto Pomponio Mela como Plinio el Viejo escribieron sobre las poblaciones celtas y no celtas de Gallaecia y Lusitania. Algunos autores modernos han especulado sobre la posibilidad de que ambas regiones compartieran una misma lengua céltica, mientras que otros autores apuntan dificultades no resueltas dentro de esa hipótesis, como las características fonéticas incompatibles de ambas regiones, como la preservación de *p- en lusitano y el reflejo inconsistente de las consonantes líquidas silábicas. La evidencia filogenética muestra que el idioma galaico, si bien comparte algunas características con el celtíbero, muestra evoluciones fonéticas que los distinguen como dos lenguas diferentes.

## Descripción lingüística
Algunas de las características principales del celta galaico son o no compartidas con el celtíbero y otras lenguas celtas:

### Vocalismo
- PIE *-h2e > -a-. Como en la gran mayoría de las lenguas indoeuropeas (salvo en eslavo -o- y tocario -ā-[13]) , vocalización en -a- de la -e- precedida de laringal -h2-: AVILIVS (Lugo, HEp, 13, 431) < *h2eu̯i-li-o 'nietecito'. Celta awio 'nieto' < *h2eu̯y-o (antiguo irlandés ave 'nieto', EDPC: 49).

- PIE *-eH-, *-ē- > -ē-. Conservación de la /ē/ indoeuropea que las lenguas celtas transformaron en /ī/: La divinidad local REGONI (Lugo, CIL II 2574) < *h3rēg-on-o 'el que rige' (BUA 2000: 126), frente al celta rīg 'rey' < *h3rēg, rīganī < *h3rēg-n̥-ih, 'reina', y en coincidencia con el latín rēx 'rey' < *h3rēg-s, rēgina 'reina' < *h3rēg-īn-a.

- PIE *-oH-*, -ō- > ō. Como en lusitano y frente al astur y celtibérico, conservación de la /ō/ indoeuropea que las lenguas celtas transformaron en /ā/. POEMANAE ~ Poemana (Lugo, CIL II, 2573) < *poh₂i-mon-a 'protectora, pastora' (no **Paemana. Sin embargo entre  los astures PAEMEIO Tedejo, HEp, 8, 323). BLOENA (Ponteceso, HEp, 4, 345) 'rubita' < *Blóvina < *bhleh3u̯i-nā. Comparar con el celta blāvo 'amarillo' < *bhleh3u̯o (EDPC: 68) y con la tribu astur de los ABLAIDACORVM (Piloña, CIL II, 2710) < *Ablaido < *ad-blāvido 'muy rubio'.[14]

- PIE *-ei(H)- > -ē-. Reducción del antiguo diptongo indoeuropeo  *-ei(H)- en -ē-, en coincidencia con el céltico y a diferencia del latín que redujo el diptongo en ī: nomitativo REO (Portas,  HEp, 6, 762) < *revo 'río' < *h3rēiH-u̯o, dativo REVE 'para el río' (Orense, HEp, 14, 233) < *h3rēiH-u̯-ei,[15] latín rīvus < *h3rēiH-u̯o (EDL: 524). DEVORI (Outeiro Seco, CIL II, 2473) < *deiu̯-o, aunque también se registra DEIBABO (Aguas Frías, HEp, 2, 839). VESVGO < *u̯ei̯s-uko (Braga, HEp 4, 1003)

- PIE *-eu(H)- > ou. Conversión del antiguo diptongo indoeuropeo  *-eu(H)- en -ou-: CROVGIAI (Xinzo de Limia, CIL II, 2565) 'para la de la colina' <  kreuk-i-a, en coincidencia con el céltico krouko 'colina' (<*kreuk-o, EDPC: 226), TOVDADIGOE ~ Toutatico (Xinzo de Limia, CIL II, 2565) < *teut-ā 'nación', céltico touta 'tribu' (EDPC: 386), venético teuta 'ciudad' (EDL: 618), CLOVTIVS (Lugo, HEp, 1, 458) y CLOVTAIVS (Caldas de Reis, CIL II, 2543) < kleu-to 'famoso', y con reducción tardía en /ō/: CLODAMEVS (Viana do Castelo, CIL II, 2462) < *kleu-t-moy-o 'el más famoso' y VESVCLOTI ~ Vesucloto (Lugo, IRLugo, 39) < *h1u̯esu-kleut-o 'de excelente fama'.[16]

### Consonantismo
- PIE *bh, *dh, *gh > b, d, g. Desaspiración de las oclusivas sonoras aspiradas del antiguo indoeuropeo,[17] a semejanza del céltico pero divergiendo del latín que presenta diferentes resultados según la aspirada se situe en inicio o interior de palabra: BANDVE ~ Bandu (Verín, HEp, 11, 348, Laza, CIL II, 2498, Palas de Rei, IRLugo, 56, etc.) divinidad que 'une o vincula [a una comunidad]' < *bhnodh-ou̯o, germánico  banda 'lazo' < *bhondh-o (EDPG: 51). -briga 'colina, castro' < *bhrogh-a, latín fortis < *bhrogh-ti. BORMANICO (Vizela, CIL II 2402) 'deidad de las aguas caldas' < *bhorm- 'hervir', río venético Formio < *bhorm-, en la Gallia Narbonensis Bormiae Aquae. ALBVRA (Braga, AE, 1973, 303) < *h2elbhu-ra 'blanca'. EDOVIO (Caldas de Reis, CIL II, 2543) < *h2eidh-ou̯-io 'fuego sagrado, pira', latín aedēs < *h2eidh-i 'casa de fuego, templo' (EDL: 25), antiguo irlandés áed 'fuego', germánico eit 'pira'.

- PIE *gu̯ > b: Conversión a /b/ de la antigua labiovelar sonora /gu̯/ indoeuropea, a semejanza del céltico y a diferencia del latín que resolvió en /v/: BOVALVS (Chaves, CIL II, 2485) < *gu̯eh3u̯-a-lo 'boyero', céltico bow < *gu̯eh3u̯ 'buey', el latín bōs *gu̯eh3u̯s se considera préstamo desde el Sabélico pues sería de esperar **vōs. BIBALVS (Samaioes, CIL II, 2475) < *gu̯ih3u̯-a-lo 'con fuerza vital', latín vīvidus < *gu̯ih3u̯-id-o.

- PIE *p- > p-: Conservación de la /p/ indoeuropea que las lenguas celtas perdieron en posición inicial e intervocálica. La epigrafía galaica manifiesta constantes ejemplos con fonema /p/, y aunque algunos puedan proceder de un posible cambio de la labiovelar sorda indoeuropea *ku̯ > p (PINTANVS (Rianxo, HEp, 16, 173) < *ku̯enku̯t-o 'quinto') o PERURDA (Xinzo de Limia, CIL II, 2566) < *petuurta ‘cuarta’ < *ku̯etu̯ro-ta,[18] son resultados seguros de conservación POEMANAE ~ Poemana (Lugo, CIL II, 2573) < *poh₂i-mon-a 'protectora' (latín Iuno Pomana, Lituano piemuo 'pastor' < *poh₂i-men), PAVGENDA (Braga, CIL II, 2445) < *peh₂uk-endā 'pequeña' (latín paucus < *peh₂uk-o), PROTAEIDVS (Braga, HEp, 16, 611), PROENETIAEGO ~ Proinitia (Pereiro de Aguiar, AE, 1974, 410), PROINETIE ~ Proinitia (Xinzo de Limia, AE, 1987, 562), todos ellos con conservación de /p/ en el prefijo PIE *pr-oh1 'frente a, ante', PARAMAECO (Lugo, IRLugo, 9) y PARAMIGO (Lugo, IRLugo, 15) ambos desde Paramo < per-mo-o 'el más lejano', PESTERE ~ Pestera < *pins-t-era 'molinera' (latín pistor < pins-t-or 'molinero'), y muy probables Parracuius, Paraliomego,  Copori y la localidad de Páramo y Pambre (medieval Paambre < *palambris) en Lugo, Pemaneieco, Palmueno, Pamudeno, Mepluceeco, Tapila, Praenia en Orense, Colupa en Pontevedra, Apolta, Pelisto, Epeicus, Pinarea, Pelcius, Perifu,  y Pitilo en la Bracarense, Apana, Pusinca, Piusuna, Colupata, Lapatiaci y Pantiñobre en la Coruña que Bua justifica con buen criterio desde < *palanti-nyo-brix-s, etc. La conservación de la /p/ parece continuar por el territorio astur Augo Propeddi, Progeneio, Provesica, Paedatura, Paesici, Paemeiobriga, Paelontium, etc.

La existencia en el gallego de hoy de vocabulario prerromano claramente patrimonial con presencia de /p/: lapa 'menhir, pedra chantada', pala 'cueva', panela 'sartén' < *panna, upar 'levantar' < *h1upo, cacha ‘cabeza’ < *kápola (cfr. sajón hafola ‘cabeza’ < *keh2p-ola e hindú kapāla ‘cráneo’ < *keh2p-ola, etc. parecen confirmar que el galaico nunca llegó a perder la /p/ originaria del indoeuropeo.
Por el contrario, los ejemplos que pretenden justificar la caída de *p- > ∅ en galaico en topónimos como OLCA < *polkā- 'campo de cultivo', ERCORIOBRI < *peri-kor-y-o-brig-s 'Overshooting hillfort'; LETIOBRI < *ple-tyo-brig-s 'castro amplio' o *plei-to-brig-s 'castro gris'; Iria Flavia < *pīweryā 'fértil' (sánscrito pīvari- 'gorda'); ONTONIA < *pont-on- 'camino'; el antropónimo LATRONIUS de *φlā-tro- 'lugar; pantalones'; topónimos Bama (Touro, Vama 912) ambos de *uφamā- 'la que está más abajo', Iñobre (Rianjo) < *φenyo-brix-s 'Oppidum del agua', etc. o bien admiten otras explicaciones desde etimologías sin *p: OLCA puede proceder fácilmente del PIE *h₂olk-eh₂ 'recinto, fortín' (cfr. got. alhs 'templo', sajón ealgian 'protección'). LETIO-BRI 'castro del letio' es un sencillo topónimo formado sobre un río *letio (actual río Leça de Oporto, gemelo al río Leza < *letia afluente del Ebro en La Rioja), etc. o bien son meramente especulativas sin ningún respaldo de la documentación medieval: Bendrade (Oza dos Ríos) < *Vindo-φrātem 'Oppidum blanco', Baiordo (Coristanco) < *Bagyo-φritu-, etc.
- PIE *? > h:  Como en lusitano (HARASE HEp 19, 2010) y aquitano (ARTAHE CIL XIII, 70, LEHEREN CIL XIII, 105), sonidos aspirados de origen desconocido: COHVETENE (Guitiriz, AE, 1950, 24), LAHO (Lugo, IRLugo, 5), CVHVE (Paradela, IRLugo, 58).

### Vocalizaciones
- PIE *CHC > CaC: A semejanza del céltico y latín, el callaico vocalizó en /a/ las laringales interconsonánticas surgidas del grado cero: Toponimia Comarca del Condado < *Comdato < *kom-dhh1t-o 'confluencia, reunión de aguas', Francia Condé-en-Brie < *Comdate < < *kom-dhh1t-i. *Blan(io) (en BLANIOBRIENSI, Astorga, HEp 7, 1997, 375) < *plh2n-io 'plano', latín planus *plh2n-o (EDL: 470).

- PIE *mo, *no > am, an. A semejanza del céltico y lusitano, el callaico vocalizó las sonantes nasales procedentes del grado-cero indoeuropeo en am y an:  la mansión Glandomirum (Ptol. II, 6, 49) (Brandomil, La Coruña) constituye un compuesto 'orilla del [río] Mira', donde el primer elemento *glando 'vera, orilla' se origina en un grado-cero *glnod-, presente también en el británico Camboglanna.[30] En el Marte galaico-lusitano BANDVE ~ Bandu (Verín, HEp, 11, 348, Laza, CIL II, 2498, Palas de Rei, IRLugo, 56, etc.) De Bernardo[31] y Pedrero[32] ven una divinidad que 'une o vincula [a una comunidad]' < *bhnodh-ouo, germánico  banda 'lazo' < *bhondh-o (EDPG: 51). Los nombres de NANTIA (Lancara, LU, CIL II, 2588 y Lugo, CIL II, 2591) y NANTIVS (Castro de Rey, LU,  HEp, 7, 392) pueden traducirse por 'del valle' formados sobre *nantos 'valle' < *nmo-to: galo nanto, medio galés y bretón nant 'valle' (cfr. BERGIVS, Peñalba de Castro BU, CIL II, 1489, 'del monte'). Las deidades [DIS] SETANDIANIEGIS ~ Setandianiegos (Sta. Mª dos Baños de Cuntis, Pontevedra)[33] reflejan un topónimo *Setandania o *Setandanium 'séptima o séptimo' a la manera de S(u)esma o Suessantium 'sexta y sexto'. El numeral *SETANTO se forma sobre *septmo-to al igual que el antropónimo celtibérico SETANTU 'séptimo' (HEp, 11, 623).

- PIE *r̥, *l̥ > ri, li:[34] como en el topónimo Brigantia < *brig-ant-yā < pre-celta *br̥g-n̥t-y-ā < proto-indoeuropeo tardío *bʰr̥gʰ-n̥t-y-ā 'el excelso'; o en los topónimos  COELIOBRIGA, TALABRIGA cuyo segundo formante *brigā < pre-celta *br̥g-ā < pIE *bʰr̥gʰ-ā 'emplazamiento elevado',[35] o los nombres AVILIOBRIS, MIOBRI, AGUBRI cuyo segundo formante *bris < *brix-s < pre-celta *brig-s < pIE *br̥g-s < *bʰr̥gʰ-s 'oppidum';[36] compárse con el cognado germánico burg- o el inglés borough < anglosajón burg 'fortaleza' < proto-germánico *burg-s < pIE *bʰr̥gʰ-s.

### Tratamiento de grupos
- PIE *pl- > bl-. Conservación y lenición de oclusiva trabada con líquida al igual que ocurre con los vettones del norte de Salamanca donde Bletisama (Ledesma surge de un < *pleiH-t-ism-a (cfr. Louesme en Francia), /p/ se conserva sonorizada cuando es trabada por líquida: BLENDEA  (Xinzo de Limia, AE, 1946, 6) se relaciona con el ástur BLENDONO (CIL III, 4842) y la tribu cántabra de los BLENDII y significa 'luminosa, brillante' con origen en un PIE *(s)plend-io (latín splendeo 'brillar', celta lenstu 'luz' < *(s)plend-tu, con caída de /p/). BLANIOBRIENSI (Astorga, HEp 7, 1997, 375) nos da noticia de un castro llamado Blaniobri(g)a < *plh2n-io-bhrogh-a o 'colina plana', latín planus *plh2n-o (EDL: 470).

- PIE *-ps-, *-gs-, *-ks- > -s(s)-: Simplificación de los grupos *-ps-, *-gs-, *-ks- en -ss- que latín conserva en -ps- o transforma en -x- y celta convierte en -x-: AVILIOBRIS (Ponteceso, AE 1984, 552) < *au̯il-yo-bhroghs 'castro ventoso'[37][38] o mejor, 'castro del [río] Avilo (o pequeño Avo)'. Quizás el topónimo Osmo (Cenlle, Osamo en el 928 AD) refleje un superlativo *usamo 'el más alto', céltico uxamo (< *h3up-smoo-, galés uchaf, EDPC: 303).

- PIE *-pt- > -t(t)-: Simplificación del grupo *pt > tt, a diferencia del latín que lo mantiene inalterado *pt > pt y del céltico que lo velariza *pt > xt: CATVRVS (Briteiros, CIL II, 5586) 'el que hace prisioneros'  o sencillamente 'cazador' desde el PIE *kh2p-tu-ro, latín captus 'cazado > prisionero' (< *kh2p-to) y céltico kaxto (< *kh2p-to, antiguo irlandés cacht 'esclavo', galés caeth 'cautivo', EDPC: 197).

- Lenición de *m el grupo *-mnV- > -unV-:[39][40] ARIOUNIS MINCOSEGAECIS, formas de dativo de *ar-yo-uno- *menekko-seg-āk-yo- 'A las [deidades] de los campos de muchos cultivos' < pre-celta *ar-yo-mno-.[41]
- Asimilación *p.. kʷ > *kʷ.. kʷ: como en el etnónimo Querquerni derivado de *kʷerkʷ- < pIE *perkʷ- 'roble, encina'.[42] Aunque este nombre también ha sido interpretado como lusitano por B. M. Prósper,[43] que propone para esa lengua la evolución *p.. kʷ > *kʷ.. kʷ > *p.. p.[44]

- Comparativos en -iso: topónimos: BERISO < *Berg-iso- 'más alto' (Birizo).
- Superlativos en -is(s)amo:[45] topónimos: BERISAMO < *Berg-isamo- 'El más alto',[46] SESMACA < *Seg-isamā-kā 'la más victoriosa'.[47] La misma etimología ha sido propuesta para Sésamo (Culleredo) y Sísamo (Carballo), desde *Segisamo,[48] aunque es más probable que el lugar de *Sesma > SESMACAE, significase 'sexta [parte de un territorio]' (cfr. Tritium 'tercio' y Pintia 'quinta'), desde un cardinal *sésamo < *sueks-mo-o, construido analógicamente, al igual que PÍNTAMVS 'quinto', desde sept-mo-o (cfr. latín sextus / seximus).[49]

Algunas características del celta galaico no compartidas por el celtíbero son:
- PIE *-VgV- > 0.[50] Al igual que acontece en latín (aiō 'decir' < *h2eg-i-o, maior 'mayor' < *mag-yos) caída de la -*g- intervocálica en contacto con *e o *i: DEVORI> < *dēworīgē 'al rey de los dioses', el topónimo SESMACAE derivado de *Seg-isamā-kā 'el más fuerte, el más victorioso'. MEIDVENA (San Cristovo de Cea, HAE, 291) < *Medu-genos frente al MEIDVGENVS VXAMENSIS de Caldas de Vizela (CIL II, 2403). NIMIDI FIDUENEARUM HIC < *widu-gen-yā.[45] Compárse en cambio el celtíbero SEGISAMA y el antropónimo mezukenos que muestran conservación de /g/ intervocálica.[51]

- PIE *-ViV- > VeV. Al igual que acontece en lusitano (MAELO < MAILO < MAGILO), tendencia a la apertura de la vocal átona -i- en -e-: TRITEUS (Braga, CIL II, 2445) frente a TRITIUS (Villalcampo, HEp 5, 905). CAELEO (La Coruña, HAE, 1695) frente a CAELIO (Burgos, CIL II, 2781) < *keh2i̯-lo ‘bendecido’. BLENDEA (Xinzo de Limia, AE, 1946, 6).BEROBREO (Cangas de Morrazo, HEp, 13, 503) < *Beró-brio < *Bero-brigo. BLOENA (Ponteceso, HEp, 4, 345) 'rubita' *Blóina < *Blóvina < *bhleh3u̯i-nā, CLODAMEVS (Viana do Castelo, CIL II, 2462) 'el más famoso', < *clóutamio < *kleu-t-moy-o .

- Evolución de *-lw-, *-rw- > -lβ-, -rβ- (como en goidélico):[52] MARTI TARBUCELI < *tarwo-okel- 'A Marte de la colina del toro', frente al celtíbero TARVODURESCA.

- Dativo plural acabado en -bo < pIE *bʰo, frente al celtíbero que tiene -bos:[53] LUGOUBU/LUCUBO 'A (los tres dioses) Lug'.

El celta galaico parece ser una lengua Q-celta, como sugieren las siguientes grafías en inscripciones locales: ARQVI, ARCVIVS, ARQVIENOBO, ARQVIENI[S], ARQVIVS, todos probablemente del IE paleohispánico *arkʷios 'arquero', mostrando retención del proto-celta *kʷ. Deben mencionarse también lo etnónimos Equaesi ( < pIE *ek̂wos 'caballo'), un pueblo del sur de Gallaecia, y los Querquerni ( < *perkʷ- 'roble').

### Sintaxis
A diferencia del latín, celtibérico, galo y lepóntico (Sujeto objeto verbo o SOV), y del celta insular (Verbo sujeto objeto VSO), el callaico presentaría, en coincidencia con el lusitano un orden Sujeto verbo objeto (SVO) en atención a los compuestos VESUCLOTUS, frente al galo BELLOVESUS, al astur BODIVESUS (León, CIL II, 5711) o al cántabro COROVESUS (Cangas de Onís, CIL II, 5730), Ocrimira, Reumira, Langanida o Glandimiron (frene al insular Camboglanna).

Algunas inscripciones locales latinas que incorporan nombres autóctonos, apelativos y expresiones
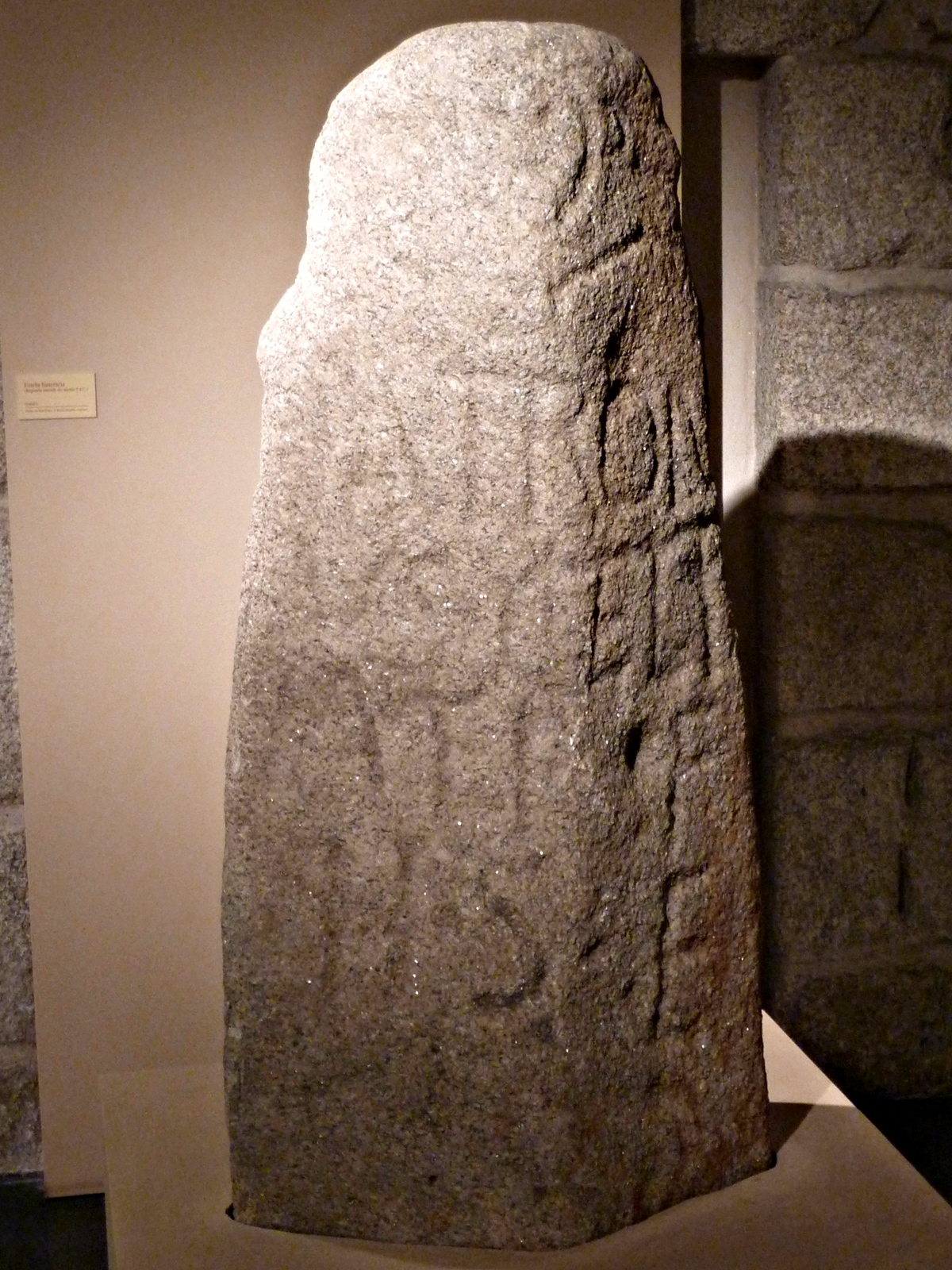
Estela funeraria antropomorfa con inscripción latina, y antropónimos indígenas: LATRONIUS CELTIATI F(ilius) H(ic) S(itus) E(st)
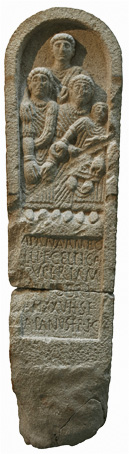
Estela con inscripción latina: APANA AMBOLLI F(ilia) CELTICA SVPERTAM(arica) [Castello] MIOBRI AN(norum) XXV H(ic) S(itus) E(st) APANVS FR(ater) F(aciendum) C(uravit).
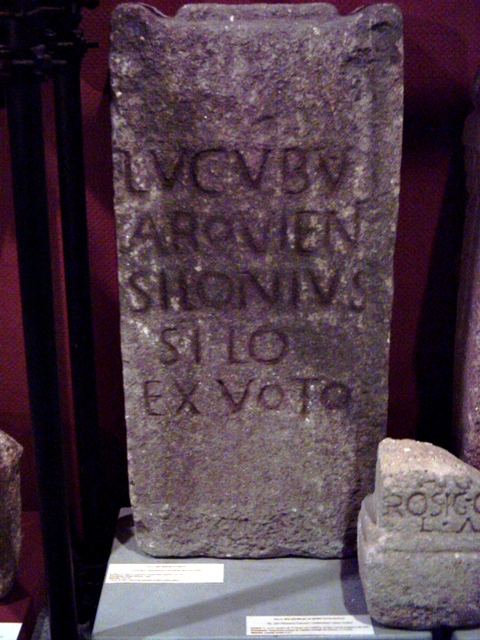
Ara votiva dedicada a Lug: LUCOUBU ARQUIEN(obu) SILONIUS SILO EX VOTO.
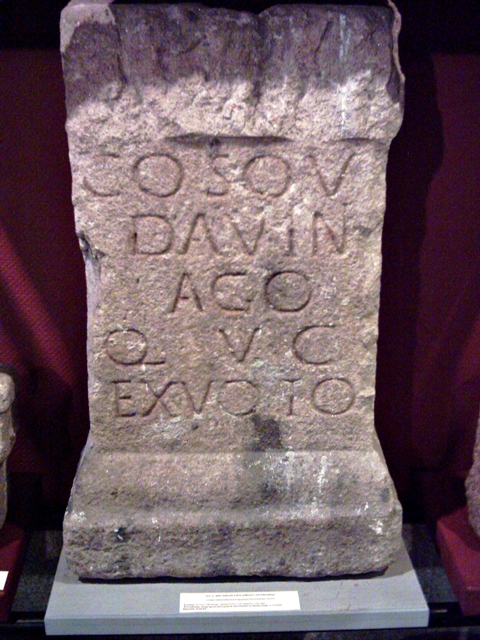
Ara votiva dedicada a Coso: COSOU DAVINIAGO Q(uintus) V() C() EX VOTO.
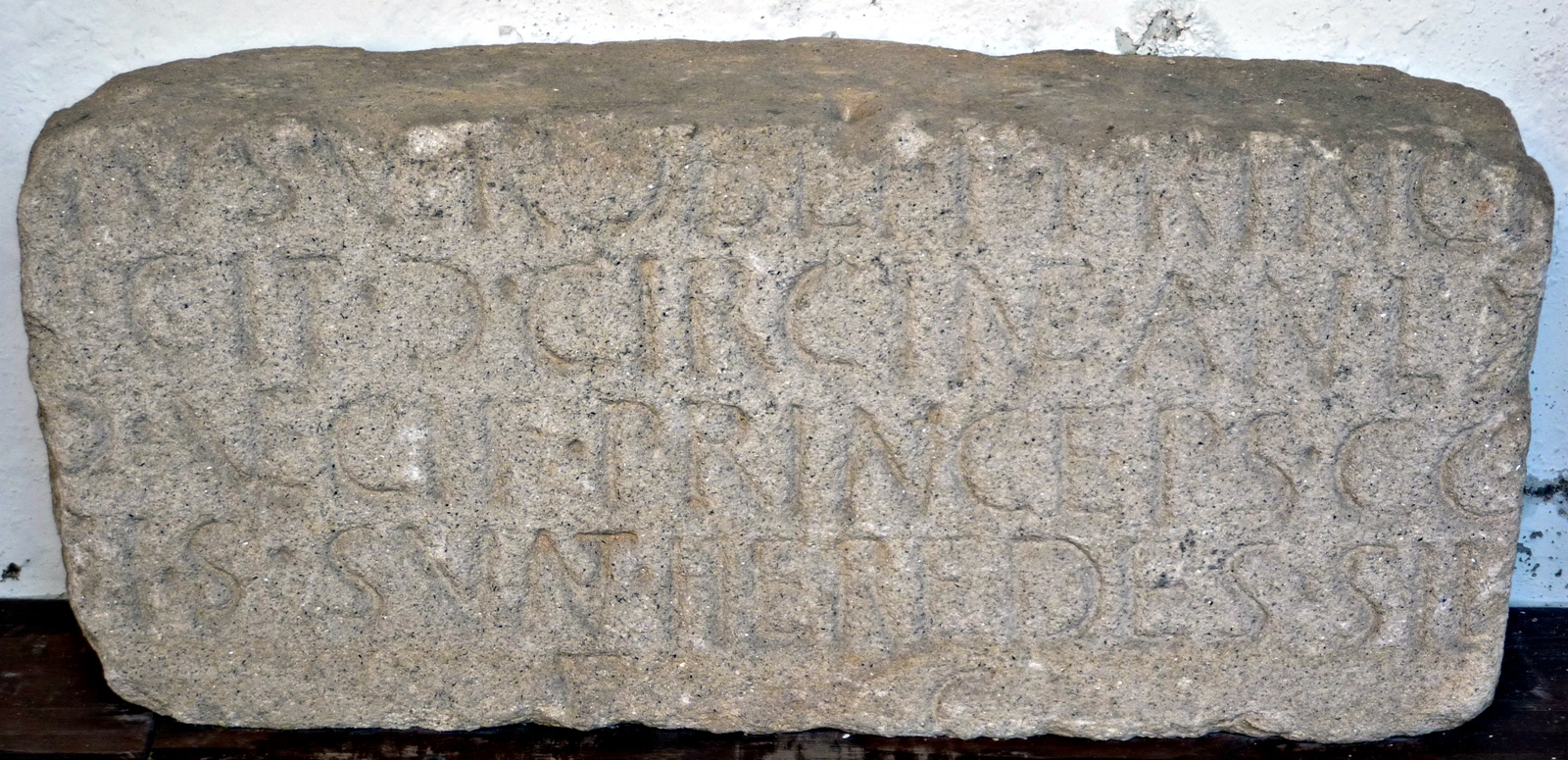
Inscripción funeraria romana con antropónimos galaicos: VECIUS VEROBLII F(ilius) PRICE[ps...] CIT(...) C(ASTELLO) CIRCINE AN(norum) LX [...]O VECI F(ilius) PRINCEPS CO[...].

## Renacimiento
En el siglo XIX un grupo de escritores y eruditos románticos y nacionalistas, entre ellos Eduardo Pondal y Manuel Murguía, [70] lideraron un renacimiento celta basado inicialmente en los testimonios históricos de los antiguos autores romanos y griegos (Pomponio Mela, Plinio el Viejo, Estrabón y Ptolomeo), que escribió sobre los pueblos celtas que habitaban Galicia; [71] actualmente hay un movimiento de avivamiento dentro de Galicia (España) que a menudo se extiende a Asturias , el norte de Portugal y, a veces, Cantabria , financiado por la Liga Celta en Galicia, [72]este movimiento es defendido por personas como Vincent F. Pintado, Fundador del Movimiento de Renacimiento del Idioma Gallaecian, Miembro de las Naciones Celtas Unidas, Patrocinador de la Liga Celta Gallaeciano, Autor del Antiguo Diccionario Celta, Sin embargo, vale la pena señalar si esto o no es un proyecto legítimo de revitalización del lenguaje o un proyecto de conlanging.